# Svenska Superligan 2009/2010
Svenska superligan 2009/2010 var Sveriges högsta division i innebandy säsongen 2009/2010. Storvreta IBK blev svenska mästare efter att ha besegrat Caperiotäby i finalen i Globen.
Serien bestod av tolv lag från den föregående säsongen samt två nykomlingar som kvalificerat sig via kvalserien 2009. Säsongen 2008/2009 åkte Jönköpings IK ur direkt och Mullsjö AIS gick till kvalspel där de senare åkte ur. De två lagen ersattes av Tyresö Trollbäcken IBK och IK Sirius IBK till säsongen 2009/2010.

## Deltagande lag
Från Svenska superligan 2008/2009
- AIK
- Balrog B/S IK
- IBK Dalen
- IBF Falun
- FC Helsingborg
- Järfälla IBK
- Pixbo Wallenstam IBK
- Storvreta IBK
- Caperiotäby FC
- Västerås IBF
- Warberg IC
- Umeå City IBK

Från Division 1
- IK Sirius IBK
- Tyresö Trollbäcken IBK

## Tabell
Nr = Placering, S = Spelade, V = Vinster, O = Oavgjorda, F = Förluster, VÖ = Vinster på övertid, GM - IM = Gjorda mål - Insläppta mål, MSK = Målskillnad, P = Poäng
|  |                                                   |
|  | Till slutspel                                     |
|  | Till Kvalserien till Svenska superligan 2010/2011 |
|  | Nedflyttade till Division 1                       |

## Slutspel

### Kvartsfinaler
- AIK-Falun: 3-2 i matcher
  - AIK - Falun 7-5
  - Falun - AIK 6-5
  - AIK - Falun 11-3
  - Falun - AIK 7-6 (efter sudden death)
  - AIK - Falun 8-4
- Caperiotäby-Balrog IK: 3-0 i matcher
  - Täby - Balrog 6-4
  - Balrog - Täby 3-6
  - Täby - Balrog 8-5
- Warberg IC-FC Helsingborg: 3-0 i matcher
  - Warberg - Helsingborg 8-4
  - Helsingborg - Warberg 6-8 (efter straffar)
  - Warberg - Helsingborg 9-3
- Storvreta IBK-IBK Dalen: 3-0 i matcher
  - Dalen - Storvreta 3-5
  - Storvreta - Dalen 6-5
  - Storvreta - Dalen 4-3

### Semifinaler
- Caperiotäby FC-AIK: 3-2 i matcher
  - Caperiotäby - AIK 4-9
  - AIK - Caperiotäby 3-5
  - Caperiotäby - AIK 8-4
  - AIK - Caperiotäby 6-1
  - Caperiotäby - AIK 7-4
- Storvreta IBK-Warberg IC: 3-1 i matcher
  - Storvreta - Warberg 5-7
  - Warberg - Storvreta 6-7 (efter sudden death)
  - Storvreta - Warberg 5-4 (efter sudden death)
  - Warberg - Storvreta 3-4

### Final
- Caperiotäby FC - Storvreta IBK 2-5
  - Globen, 12 494 åskådare